# Afrika-Waldohreule
Die Afrika-Waldohreule (Asio abyssinicus), gelegentlich auch Abyssinieneule, Abyssinien-Ohreule, Abyssinische Ohreule, Äthiopien-Waldohreule, Ostafrikanische Waldohreule oder Abessinienwaldohreule genannt, ist eine Art aus der Familie der Eigentlichen Eulen. Sie kommt in zwei Unterarten ausschließlich in Afrika vor.

## Erscheinungsbild
Mit einer Körpergröße von 42 bis 44 Zentimetern ist sie eine mittelgroße Vertreterin ihrer Gattung. Wie alle Ohreulen hat sie auffallende Federohren. Der Gesichtsschleier ist rötlich braun. Sie ist auf der Körperoberseite dunkelbraun mit einzelnen blassen Flecken. Auf der Vorderbrust ist sie dicht dunkelbraun und rotbraun gesprenkelt. Die übrige Körperunterseite weist braune Längs- und Querstreifen auf. Die Augen sind gelblich. Die Läufe und Zehen sind befiedert.
Die Waldohreule ist kleiner und hat einen blasseren Gesichtsschleier, der von einem dunklen und auffälligen Rand umgeben ist. Bei ihr fehlen außerdem die Längs- und Querstreifen. Bei der Kapohreule stehen die Federohren weiter auseinander.

## Verbreitung und Lebensraum
Die Afrika-Waldohreule besiedelt das äthiopische Hochland und die Bergwälder im Westlichen Rift. Sie ist vermutlich ein Standvogel. Sie besiedelt Heide und offenes Grasland sowie Sumpfgebiete mit Baumgruppen, bewaldete Regionen im Hochland, feuchte Waldtäler und -schluchten in Höhenlagen zwischen 2.800 und 3.900 Meter über NN.

## Lebensweise
Die Afrika-Waldohreule ist eine dämmerungs- und nachtaktive Eulenart. Sie übertagt häufig in der Nähe des Baumstammes sitzend.
Das Nahrungsspektrum umfasst kleine Säuger. Sie frisst außerdem andere kleine Wirbeltiere und Eidechsen. Die Fortpflanzungsbiologie ist dagegen nicht sehr gut erforscht. Sicher belegt ist jedoch, dass sie territorial ist und dass sie ihr Gelege häufig in den aufgegebenen Nestern anderer Vögel legt. Ihre Fortpflanzungsbiologie ähnelt vermutlich der der Waldohreule.

## Unterarten
Bisher sind zwei Unterarten bekannt:
- Asio abyssinicus abyssinicus (Guérin-Méneville, 1843)[6] – die Nominatform kommt in Eritrea und Äthiopien vor.
- Asio abyssinicus graueri Sassi, 1912[7] – diese Unterart kommt im zentralen Kenia bis in den Osten der Demokratischen Republik Kongo vor.

## Etymologie und Forschungsgeschichte
Félix Édouard Guérin-Méneville publizierte die Afrika-Waldohreule unter dem Namen Otus abyssinicus. Das Typusexemplar wurde von Pierre Victor Adolphe Ferret und Joseph Germain Galinier im damaligen Kaiserreich Abessinien gesammelt. Bereits 1760 führte Mathurin-Jacques Brisson die neue Gattung Asio ein, der auch später die Afrika-Waldohreule zugeordnet wurde. Asio ist im Lateinischen „eine Eule mit langen Ohren“. Abyssinicus bezieht sich auf das Sammelgebiet, aus der das Typusexemplar stammte. Graueri ist Rudolf Grauer gewidmet. Das Typusexemplar stammte aus seiner Sammlung und war am Tanganjikasee gesammelt worden.